# Celebração
Celebração é a parte cultural imaterial que distingue a forma ou método de elaboração de determinada cerimônia, sendo essa de objeto e fundo no religioso, no político, no foco da educação, no militar, no familiar no científico ou outro foco de interesse cultural científico que tenha necessidade de representação didática e pedagógica, para se tornar compreensivo.

## Sentido Social
O ser humano é naturalmente celebrativo. As pessoas facilmente se reúnem para celebrar aniversários, vitórias esportivas, formaturas, batizados, casamentos e funerais.O calendário está repleto de datas comemorativas, as memórias e os princípios orientadores de uma sociedade são ritualizados com datas e manifestações.
As celebrações necessárias a manutenção da sociedade.  Porque toda celebração tem um componente ancestral que reconcilia mitologicamente as pessoas de uma época consigo mesmas e com seus semelhantes, com os ciclos, com os elementos e com os demais seres viventes;também supõe um instrumento para fazer de desejos individuais opções coletivas que abram espaço para projetos de futuro conjuntos.Desde o ponto de vista social e antropológico, celebrar contribui para reforçar laços, salvo naqueles casos em que o termo, em seu sentido mais literal de celebrar, isso inclui até funerais.

## Sentido Religioso
As religiões celebram suas crenças, seus eventos e seus mistérios das formas mais variadas. Seja através dos sacramentos cristãos, do Bar Mitzvah, da meditação. A celebração, geralmente nas religiões, obedece o ciclo natural do nascimento, crescimento e morte.